# Bramming (plaats)
Bramming is een plaats en voormalige gemeente in Denemarken, in de voormalige provincie Ribe op Jutland.

## Voormalige gemeente
De oppervlakte bedroeg 169,61 km². De gemeente telde 13.638 inwoners waarvan 6854 mannen en 6784 vrouwen (cijfers 2005)
Sinds 1 januari 2007 hoort de oud gemeente bij gemeente Esbjerg.

## Plaats
De plaats Bramming telt 6945 inwoners (2007). Bramming heeft een spoorwegstation en is over de weg bereikbaar via weg 11 die ten oosten van de plaats loopt.

## Geboren
- Finn Lambek (1957), voetbalscheidsrechter

## Voetnoten
1. ↑  Statbank.dk, tabel BEF44: inwoneraantal op 1 januari 2007 (volgens definitie stedelijk gebied)

- Gemeinsame Normdatei: 4435553-1
- Library of Congress Control Number: no2008079668
- Virtual International Authority File: 138768193
- WorldCat: E39PBJqQBBCT8q9jmvy9hbf6rq